# Линейный двигатель
Лине́йный дви́гатель — электродвигатель, у которого один из элементов магнитной системы разомкнут и имеет развёрнутую обмотку, создающую магнитное поле, а другой взаимодействует с ним и выполнен в виде направляющей, обеспечивающей линейное перемещение подвижной части двигателя. Сейчас разработано множество разновидностей (типов) линейных электродвигателей, например:
- линейные асинхронные электродвигатели (ЛАД),
- линейные синхронные электродвигатели,
- линейные электромагнитные двигатели,
- линейные магнитоэлектрические двигатели,
- линейные магнитострикционные двигатели,
- линейные пьезоэлектрические (электрострикционные) двигатели и др.

Многие типы линейных двигателей, такие как асинхронные, синхронные или постоянного тока, повторяют по принципу своего действия соответствующие двигатели вращательного движения, в то время как другие типы линейных двигателей (магнитострикционные, пьезоэлектрические и др.) не имеют практического исполнения как двигатели вращательного движения. Неподвижную часть линейного электродвигателя, получающую электроэнергию из сети, называют статором, или первичным элементом, а часть двигателя, получающую энергию от статора, называют вторичным элементом или якорем (название «ротор» к деталям линейного двигателя не применяется, так как слово «ротор» буквально означает «вращающийся», а в линейном двигателе вращения нет).
Наибольшее распространение в транспорте и для больших линейных перемещений получили асинхронные и синхронные линейные двигатели, но применяются также линейные двигатели постоянного тока и линейные электромагнитные двигатели. Последние чаще всего используются для получения небольших перемещений рабочих органов и обеспечения при этом высокой точности и значительных тяговых усилий.

## Асинхронный линейный двигатель
Представление об устройстве линейного асинхронного двигателя можно получить, если мысленно разрезать статор и ротор с обмотками обычного асинхронного двигателя вдоль оси по образующей и развернуть в плоскость. Образовавшаяся плоская конструкция представляет собой принципиальную схему линейного двигателя. Если теперь обмотки статора такого двигателя подключить к сети трёхфазного переменного тока, то образуется магнитное поле, ось которого будет перемещаться вдоль воздушного зазора со скоростью V, пропорциональной частоте питающего напряжения f и длине полюсного деления t: V = 2пf . Это перемещающееся вдоль зазора магнитное поле пересекает проводники обмотки ротора и индуцирует в них ЭДС, под действием которой по обмотке начнут протекать токи. Взаимодействие токов с магнитным полем приведёт к появлению силы, действующей, по правилу Ленца, в направлении перемещения магнитного поля. Ротор — в дальнейшем будем называть его уже вторичным элементом — под действием этой силы начнёт двигаться. Как и в обычном асинхронном двигателе, перемещение элемента происходит с некоторым скольжением относительно поля S = (V - v)/V, где v — скорость движения элемента. Номинальное скольжение линейного двигателя равно 2-6%.
Вторичный элемент линейного двигателя не всегда снабжается обмоткой. Одно из достоинств линейного асинхронного двигателя заключается в том, что в качестве вторичного элемента может использоваться обычный металлический лист. Вторичный элемент при этом может располагаться также между двумя статорами, или между статором и ферромагнитным сердечником. Вторичный элемент выполняется из меди, алюминия или стали, причём использование немагнитного вторичного элемента предполагает применение конструктивных схем с замыканием магнитного потока через ферромагнитные элементы.
Принцип действия линейных двигателей со вторичным элементом в виде полосы повторяет работу обычного асинхронного двигателя с массивным ферромагнитным или полым немагнитным ротором. Обмотки статора линейных двигателей имеют те же схемы соединения, что и обычные асинхронные двигатели, и подключаются обычно к сети трёхфазного переменного тока.
Линейные двигатели очень часто работают в так называемом обращённом режиме движения, когда вторичный элемент неподвижен, а передвигается статор. Такой линейный двигатель, получивший название двигателя с подвижным статором, находит, в частности, широкое применение на электрическом транспорте. Например, статор неподвижно закреплён под полом вагона, а вторичный элемент представляет собой металлическую полосу между рельс, а иногда вторичным элементом служат сами рельсы.
Одной из разновидностей линейных асинхронных двигателей являются трубчатый (коаксиальный) двигатель. Статор такого двигателя имеет вид трубы, внутри которой располагаются перемежающиеся между собой плоские дисковые катушки  (обмотки статора) и металлические шайбы, являющиеся частью магнитопровода. Катушки двигателя соединяются группами и образуют обмотки отдельных фаз двигателя. Внутри статора помещается вторичный элемент также трубчатой формы, выполненный из ферромагнитного материала. При подключении к сети обмоток статора вдоль его внутренней поверхности образуется бегущее магнитное поле, которое индуцирует в теле вторичного элемента токи, направленные по его окружности. Взаимодействие этих токов с магнитным полем двигателя создаёт на вторичном элементе силу, действующую вдоль трубы, которая и вызывает (при закреплённом статоре) движение вторичного элемента в этом направлении. Трубчатая конструкция линейных двигателей характеризуется аксиальным направлением магнитного потока во вторичном элементе в отличие от плоского линейного двигателя, в котором магнитный поток имеет радиальное направление.

## Синхронный линейный двигатель
Основной областью применения синхронных двигателей, где их преимущества проявляются особенно сильно, является высокоскоростной электрический транспорт. Дело в том, что по условиям нормальной эксплуатации такого транспорта необходимо иметь сравнительно большой воздушный зазор между подвижной частью и вторичным элементом. Асинхронный линейный двигатель имеет при этом очень низкий коэффициент мощности (cosφ), и его применение оказывается экономически невыгодным. Синхронный линейный двигатель, напротив, допускает наличие относительно большого воздушного зазора между статором и вторичным элементом и работает при этом с cosφ, близким к единице, и высоким КПД, достигающим 96%.
Применение синхронных линейных двигателей в высокоскоростном транспорте сочетается, как правило, с  магнитной подвеской вагонов и применением сверхпроводящих магнитов и обмоток возбуждения, что позволяет  повысить комфортабельность движения и экономические показатели работы подвижного состава.

## Применение линейных двигателей
- Широкое применение линейные двигатели нашли в электрическом транспорте, чему способствовал целый ряд преимуществ этих двигателей: прямолинейность движения вторичного элемента (или статора), что естественно сочетается с характером движения различных транспортных средств, простота конструкции, отсутствие трущихся частей (энергия магнитного поля непосредственно преобразуется в механическую), что позволяет добиться высокой надёжности и КПД. Ещё одно преимущество связано с независимостью силы тяги от силы сцепления колёс с рельсовым путём, что недостижимо для обычных систем электрической тяги. При использовании линейных двигателей исключается  буксование колёс электрического транспорта (именно этой причиной был обусловлен выбор линейного двигателя для Московского монорельса), а ускорения и скорости движения средств транспорта могут быть сколь угодно высокими и ограничиваться только комфортабельностью движения, допустимой скоростью качения колёс по рельсовому пути и дороге, и динамической устойчивостью ходовой части транспорта и пути.
- Линейные асинхронные двигатели применяются для привода механизмов транспортировки грузов различных изделий. Такой конвейер имеет металлическую ленту, которая проходит внутри статоров  линейного двигателя, являясь вторичным элементом. Применение линейного двигателя в этом случае позволяет снизить предварительное натяжение ленты и устранить её проскальзывание, повысить скорость и надёжность работы конвейера.
- Линейный двигатель может применяться для машин ударного действия, например сваезабивных молотов, применяемых при дорожных работах и строительстве. Статор линейного двигателя располагается на стреле молота и может перемещаться по направляющим стрелы в вертикальном направлении с помощью лебёдки. Ударная часть молота является одновременно вторичным элементом двигателя. Для подъёма ударной части молота двигатель включается таким образом, чтобы бегущее поле было направлено вверх. При подходе ударной части к крайнему верхнему положению двигатель отключается и ударная часть опускается вниз на сваю под действием силы тяжести. В некоторых случаях двигатель не отключается, а реверсируется, что позволяет увеличить энергию удара. По мере заглубления сваи статор двигателя перемещается вниз с помощью лебёдки. Электрический молот прост в изготовлении, не требует  повышенной точности изготовления деталей, нечувствителен к изменению температуры и может вступать в работу практически мгновенно.
- Линейный двигатель показал высокие характеристики и на металлорежущем оборудовании. Так на шлифовальных станках 3В130Ф4 Архивная копия от 12 марта 2016 на Wayback Machine установлен именно линейный двигатель для изменения положения бабки шлифовальной. На электроэрозионных станках и станках лазерной резки, так же устанавливают линейные двигатели
- Станки для набор электрических схем также требуют решений на линейных двигателях.
- Разновидностью линейного двигателя можно считать магнитогидродинамический насос. Такие насосы применяются для перекачки электропроводящих жидкостей и в том числе жидких металлов, и широко применяются в металлургии для транспортировки, дозировки и перемешивания жидкого металла, а также на атомных электростанциях для перекачки жидкометаллического теплоносителя. Магнитогидродинамические насосы могут быть постоянного или переменного тока. Для насоса постоянного тока первичным элементом — статором двигателя постоянного тока — является С-образный электромагнит. В воздушный зазор электромагнита помещается трубопровод с жидким металлом. С помощью электродов, приваренных к стенкам трубопровода, через жидкий металл пропускается постоянный ток от внешнего источника. Часто обмотка возбуждения включается последовательно в цепь электродов. При возбуждении электромагнита на металл в зоне прохождения постоянного тока начинает действовать электромагнитная сила аналогично тому, как она действовала на проводник с током, помещённым в магнитное поле. Под действием этой силы металл начнёт перемещаться по трубопроводу. Преимуществами МГД-насосов являются отсутствие движущихся механических частей и возможность герметизации канала транспортировки металла.[2]
- Вертикальные линейные двигатели используются для лифтов в высотных зданиях, что позволяет обойтись без затраты энергии на подъём троса кабины лифта.

## Линейные двигатели высокого и низкого ускорения
Все линейные двигатели можно разделить на две категории:
- двигатели низкого ускорения
- двигатели высокого ускорения

Двигатели низкого ускорения используются в общественном транспорте (маглев, монорельс, метрополитен) как тяговые, а также в станках (лазерных, водорезных, сверлильно-фрезерных) и другом технологическом оборудовании в промышленности.
Двигатели высокого ускорения весьма небольшие по длине, и обычно применяются, чтобы разогнать объект до высокой скорости, а затем выпустить его (см. пушка Гаусса). Они часто используются для исследований гиперскоростных столкновений, а также, гипотетически, могут использоваться  в специальных устройствах, таких, как оружие или пусковые установки космических кораблей.
Линейные двигатели широко используются также в приводах подачи металлорежущих станков и в робототехнике. Для повышения точности позиционирования часто используются линейные датчики положения.